# Ворониха (приток Вязьмы)
Ворониха (устар. Ящерка) — небольшая река в России, протекает по Ивановской области.
Устье реки находится на 16 км по левому берегу реки Вязьмы. Исток реки находится в заболоченных лесах Лежневского района, недалеко от истока реки Волкуша.
Протекает через 5 небольших озёр. Не судоходна.